# Exalloniscus silvestri
Exalloniscus silvestri là một loài chân đều trong họ Oniscidae. Loài này được Kwon & Taiti miêu tả khoa học năm 1993.